# Aris Limassol
Der Aris FC Limassol ist ein zyprischer Sportverein aus Limassol und Gründungsmitglied des zyprischen Fußballverbandes. Die Farben des Vereins sind Grün und Weiß. Der Verein gilt auf Zypern als „Fahrstuhlmannschaft“, weil er (mit Ausnahme der Saison 2007/08) seit 1997 entweder in die zweite Liga ab- oder in die erste Liga aufstieg. Aris Limassol ist auch für seine Schachmannschaft bekannt, die zu den besten Zyperns zählt. Zudem unterhält der Verein einen international bekannten Chor.

## Geschichte
Zwischen 1954 und 1970 war der Verein mit einer Saison Ausnahme zwar fester Bestandteil der ersten Liga, der vierte Tabellenplatz 1956 allerdings sollte über Jahre das beste Saisonergebnis für das meist vom Abstieg bedrohte Team aus der zweitgrößten Stadt der Insel bleiben. Nach dem Abstieg 1970 gelang 1972 der Wiederaufstieg und sowohl 1977 als auch 1979 konnte der chronisch finanzschwache Verein erneut den vierten Platz belegen. Nach einer schwachen Saison ging es 1981 erneut für ein Jahr in die zweite Liga. 
Den größten Erfolg feierte Aris 1989, als das zyprische Pokalfinale erreicht wurde. Dort musste man sich allerdings dem Lokalrivalen AEL Limassol mit 2:3 geschlagen geben. Für die folgende Saison sicherte sich Aris die Dienste des alternden ukrainischen Stürmerstars Oleh Blochin (Fußballer Europas 1975) und erreichte mit ihm erneut den vierten Tabellenplatz. Blochin beendete seine aktive Laufbahn nach der Saison bei Aris, blieb dem zyprischen bzw. griechischen Fußball allerdings noch über Jahre als Trainer verbunden.  
1993 stieg Aris erneut ab, schaffte jedoch umgehend den Wiederaufstieg. Seit dem Abstieg 1997 pendelt der Verein jährlich zwischen erster und zweiter Liga. Nur 2007 gelang Aris mit dem achten Tabellenplatz in der ersten Liga der Klassenerhalt, ehe 2008 erneut der Abstieg folgte. In den 18 Spielzeiten seit 1997 gelangen Aris neun (!) Aufstiege, bei acht Abstiegen.
Am Ende der Saison 2021/22 gelang Aris durch einen vierten Platz die erstmalige Qualifikation für einen europäischen Wettbewerb. In der 2. Qualifikationsrunde zur UEFA Europa Conference League schied Aris nach einem 2:0-Heimsieg durch eine 0:3-Niederlage im Rückspiel gegen den aserbaidschanischen Vertreter Neftçi Baku aus. Ein Jahr später wurde man erstmals nationaler Meister, gewann außerdem den Superpokal und schaffte die Qualifikation zur Gruppenphase der UEFA Europa League. Hier schied man als Tabellenletzter mit vier Punkten gegen die Mannschaften von Sparta Prag, den Glasgow Rangers und Betis Sevilla aus.

## Erfolge
- Zyprischer Meister: 2023
- Zyprischer Superpokalsieger: 2023

## Europapokalbilanz
| Saison  | Wettbewerb                    | Runde                  | Gegner             | Gesamt | Hin     | Rück          |
| ------- | ----------------------------- | ---------------------- | ------------------ | ------ | ------- | ------------- |
| 2022/23 | UEFA Europa Conference League | 2. Qualifikationsrunde | Neftçi Baku        | 2:3    | 2:0 (H) | 0:3 (A)       |
| 2023/24 | UEFA Champions League         | 2. Qualifikationsrunde | BATE Baryssau      | 11:5   | 6:2 (H) | 5:3 (A)       |
| 2023/24 | UEFA Champions League         | 3. Qualifikationsrunde | Raków Częstochowa  | 1:3    | 1:2 (A) | 0:1 (H)       |
| 2023/24 | UEFA Europa League            | Play-offs              | Slovan Bratislava  | 7:4    | 1:2 (A) | 6:2 (H)       |
| 2023/24 | UEFA Europa League            | Gruppenphase           | Sparta Prag        | 3:6    | 2:3 (A) | 1:3 (H)       |
| 2023/24 | UEFA Europa League            | Gruppenphase           | Glasgow Rangers    | 3:2    | 2:1 (H) | 1:1 (A)       |
| 2023/24 | UEFA Europa League            | Gruppenphase           | Betis Sevilla      | 1:5    | 0:1 (H) | 1:4 (A)       |
| 2025/26 | UEFA Conference League        | 2. Qualifikationsrunde | Puskás Akadémia FC | 5:2    | 3:2 (H) | 2:0 (A)       |
| 2025/26 | UEFA Conference League        | 3. Qualifikationsrunde | AEK Athen          | 3:5    | 2:2 (H) | 1:3 n. V. (A) |

Gesamtbilanz: 18 Spiele, 7 Siege, 2 Unentschieden, 9 Niederlagen, 36:35 Tore (Tordifferenz +1)

## Bekannte Trainer
- Mihai Stoichiță (2007–2008)
- Stéphane Demol (2010)
- Aljaksej Schpileuski (2022– )

## Bekannte Spieler
- Oleh Blochin (1989–1990)
- Tomáš Kuchař (2006–2007)
- Adrian Mihalcea (2006–2010)
- Marc Eberle (2009–2010)
- Davide Grassi (2013–2014)
- Mariusz Stępiński (2021– )
- Alexander Kokorin (2022– )

## Anhängerschaft
Im Vergleich zu den anderen Vereinen aus Limassol hat Aris eine sehr kleine, aber für seine treue Gefolgschaft respektierte Anhängerschaft, die von den Medien gerne als „die 300 von Leonidas“ bezeichnet wird – in Anlehnung an die berühmten 300 spartanischen Soldaten, die die persische Armee bei Thermopylae aufhielten.